# Thierry Ottaviani
Pour les articles homonymes, voir Ottaviani.
 (juillet 2021).
Thierry Ottaviani, né le 1er mars 1974 à Bastia (Haute-Corse), est un écrivain et essayiste de langue française qui vit aujourd'hui à Paris (Île-de-France).
Il a notamment publié Comment la Bourse a piégé 11 millions de Français (Max Milo Éditions, Paris, 2009) et La Corse pour les Nuls (éditions First, Paris, 2010).
Il est également connu pour ses activités associatives, notamment en tant que président de SOS Petits Porteurs (entre 2003 et 2009) et de plusieurs autres associations traitant de problématiques environnementales ou sociétales. À ce titre, il a donné des centaines d’interviews, en France et à l’étranger, depuis le début des années 2000.

## Livres
- Thierry Ottaviani et Philippe Lorin, Les Corses qui ont fait la Corse, Paris, Éditions Maïa, octobre 2019, 138 p. (ISBN 978-2-37916-133-9)
- Thierry Ottaviani, Nietzsche et la Corse, Paris, Éditions Maïa, janvier 2018, 120 p. (ISBN 979-10-95883-90-6)
- Thierry Ottaviani, Chien de sang, roman, Paris, Éditions Maïa, juin 2017, 145 p. (ISBN 979-10-95883-44-9)
- Thierry Ottaviani, La Corse des écrivains, Paris, Éditions Alexandrines, mars 2013, 253 p. (ISBN 978-2-912319-73-9)
- Thierry Ottaviani, La Corse pour les Nuls, Paris, Éditions First, coll. « Pour les Nuls », mai 2010, 516 p. (ISBN 978-2-7540-1546-2)
- Thierry Ottaviani, Comment la Bourse a piégé 11 millions de Français, Paris, Max Milo Éditions, avril 2009, 250 p. (ISBN 978-2-35341-057-6)
- Thierry Ottaviani et Jean-Jacques Defaix, Guide des placements financiers et de vos droits : savoir acheter, éviter les pièges, apprendre à se défendre, Paris, Éditions Gualino, mai 2008, 217 p. (ISBN 978-2-297-00461-9, OCLC 471012235)